# Gare de Yamashina
La gare de Yamashina (山科駅, Yamashina-eki) est une gare ferroviaire située dans l'arrondissement Yamashina-ku de la ville de Kyoto. La gare est exploitée par la JR West et le métro de Kyoto.

## Situation ferroviaire
La gare de Yamashina est située au point kilométrique (PK) 508,1 de la ligne principale Tōkaidō (PK 62,2 de la ligne Biwako) et au PK 7,0 de la ligne Tōzai. Elle marque le début de la ligne Kosei.

## Histoire
La gare a été mise en service le 1er août 1921. Le métro y arrive le 12 octobre 1997.

## Services aux voyageurs

### Accès et accueil

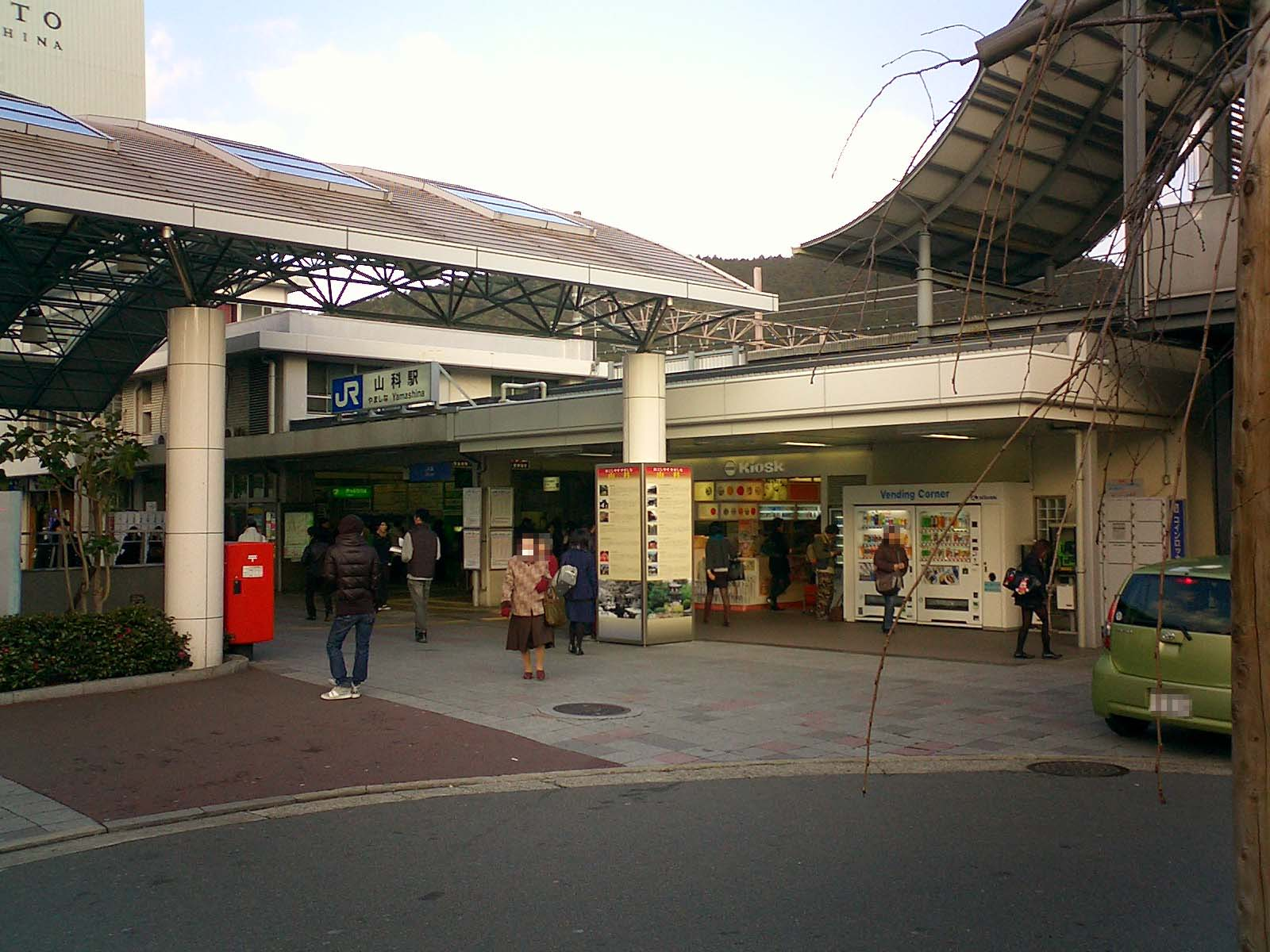
Entrée de la gare.

La gare dispose d'un bâtiment voyageurs, avec guichet, ouvert tous les jours.

### Desserte

#### JR West
La gare de Yamashina dispose de deux quais centraux.
| 1 | ■Ligne JR Kyoto                  | pour Kyoto et Osaka (trains depuis la ligne Kosei, trains limited express "Rakuraku Biwako" et une partie des trains Special rapid service) Kansai Airport Limited Express "Haruka 3 9 11" pour l'Aéroport international du Kansai |  |
| 2 | ■Ligne JR Kyoto                  | pour Kyoto et Osaka (trains depuis la ligne Biwako) |  |
| 3 | ■Ligne Biwako                    | pour Kusatsu et Maibara (trains locaux et trains special rapid service) |  |
| 3 | ■Ligne Kosei                     | pour Katata et Ōmi-Imazu |  |
| 4 | ■Ligne Biwako                    | pour Kusatsu et Maibara (special rapid service le matin et trains limited express "Rakuraku Biwako") |  |
| 4 | ■continuent sur la ligne Kusatsu | pour Kusatsu et Kibukawa |  |
| 4 | ■Ligne Kosei                     | pour Katata et Ōmi-Imazu (partie des trains pendant les heures de pointe) |  |

- Cette gare est une gare intermédiaire de la ligne Biwako, mais seulement la ligne principale Tōkaidō pour Maibara utilisent ce nom, la ligne pour Kyoto et Osaka utilisent le nom ligne JR Kyoto. Ce sont les trains de la ligne Biwako et de la ligne Kosei qui circulent entre cette gare et la gare de Kyoto.

#### Métro de Kyoto
■Ligne Tōzai :

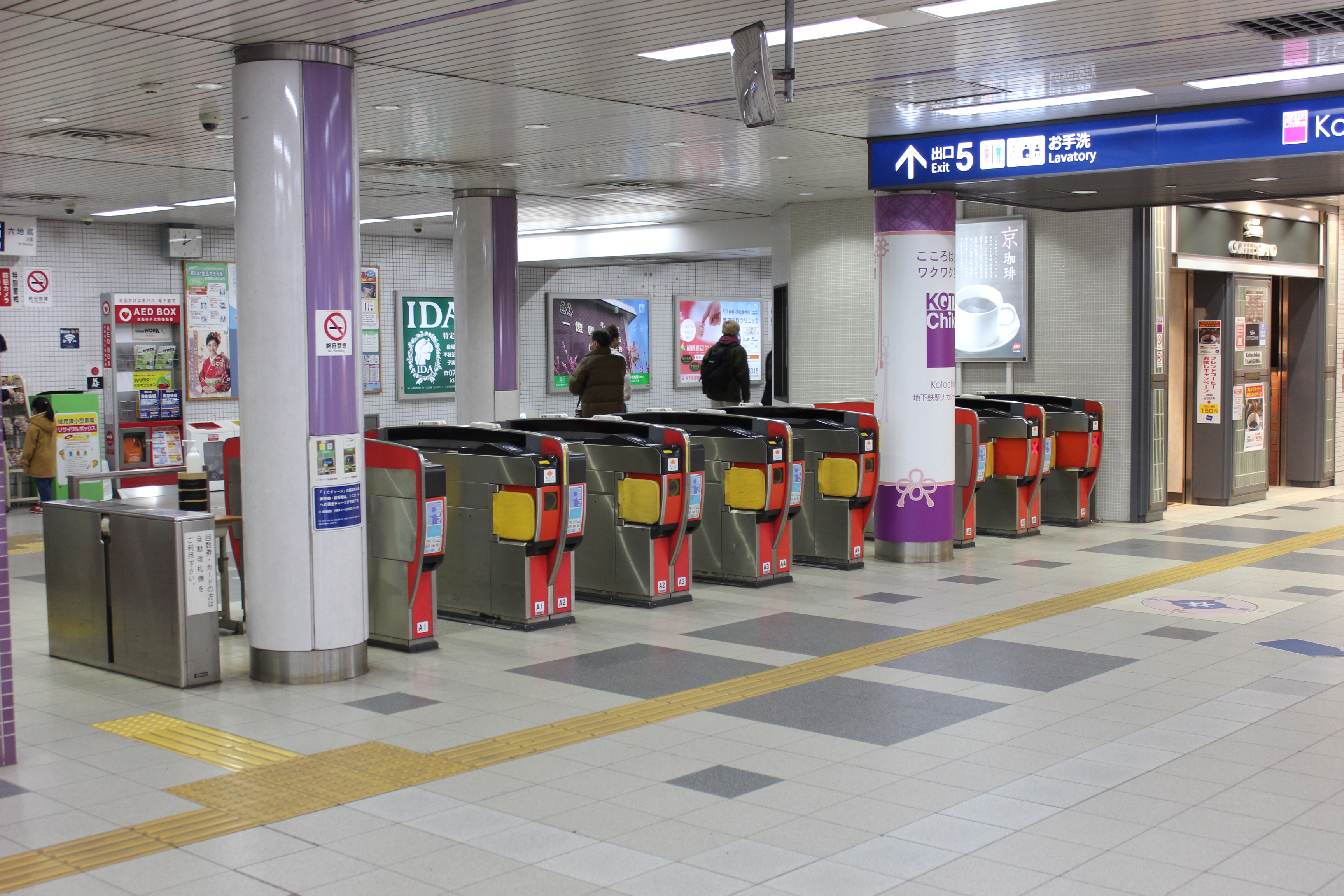
Métro de Kyoto

- voie 1 : pour Higashiyama et Uzumasa Tenjingawa
- voie 2 : direction Rokujizō

#### Keihan Electric Railway
■Ligne Keishin :

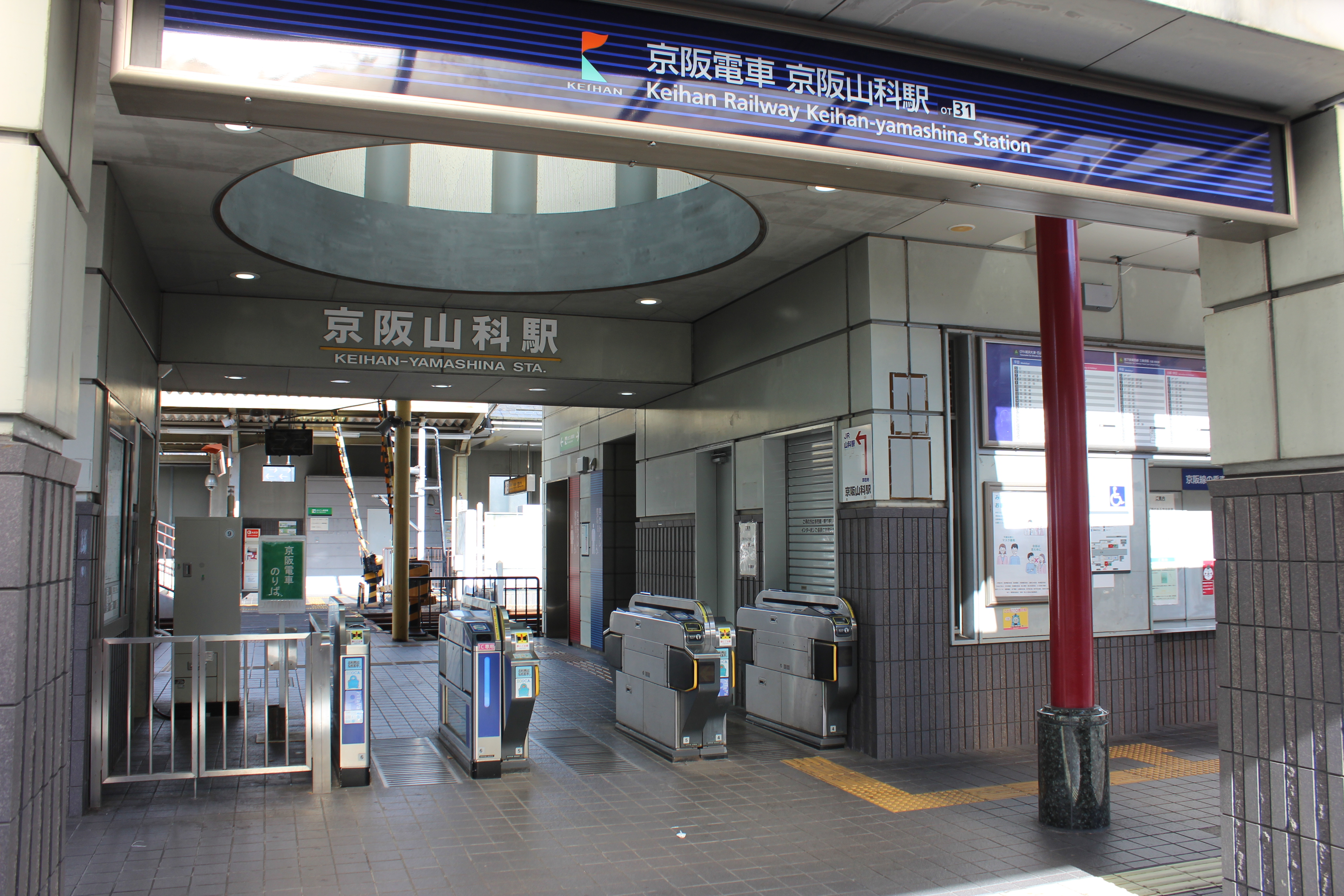
Keihan

- voie 1 : direction Biwako-hamaotsu
- voie 2 : direction Misasagi

### Intermodalité
La gare de Keihan Yamashina (京阪山科駅, Keihan Yamashina-eki) sur la ligne Keihan Keishin se trouve en face de la gare JR.

## Gares/Stations adjacentes
| «                          | «                    | Service                                     | »                    | »                    |
| JR West Ligne Biwako       | JR West Ligne Biwako | JR West Ligne Biwako                        | JR West Ligne Biwako | JR West Ligne Biwako |
| -------------------------- | -------------------- | ------------------------------------------- | -------------------- | -------------------- |
| Kyoto (A31)                | Kyoto (A31)          | Local (普通 Futsū)                          | Ōtsu (A29)           | Ōtsu (A29)           |
| Kyoto (A31)                | Kyoto (A31)          | Special Rapid Service (新快速 Shin-Kaisoku) | Ōtsu (A29)           | Ōtsu (A29)           |
| Kyoto (A31)                | Kyoto (A31)          | Kansai Airport Limited Express Haruka       | Ōtsu (A29)           | Ōtsu (A29)           |
| JR West Ligne Kosei        |                      |                                             |                      |                      |
| Kyoto (B31)                | Kyoto (B31)          | Local (普通 Futsū)                          | Ōtsukyō (B29)        | Ōtsukyō (B29)        |
| Kyoto (B31)                | Kyoto (B31)          | Rapid Service (快速 Kaisoku)                | Ōtsukyō (B29)        | Ōtsukyō (B29)        |
| Kyoto (B31)                | Kyoto (B31)          | Special Rapid Service (新快速 Shin-Kaisoku) | Ōtsukyō (B29)        | Ōtsukyō (B29)        |
| Métro de Kyoto Ligne Tōzai |                      |                                             |                      |                      |
| Misasagi (T08)             | Misasagi (T08)       | -                                           | Higashino (T06)      | Higashino (T06)      |
| Keihan Ligne Keishin       |                      |                                             |                      |                      |
| Misasagi (T08)             | Misasagi (T08)       | -                                           | Shinomiya (OT32)     | Shinomiya (OT32)     |